# Karl Pötzinger
Karl Pötzinger (Lipsia, 1908 – Italia, 22 dicembre 1944) è stato un militare tedesco, SS-Oberscharführer e perpetratore dell'Olocausto.

## Biografia
Nacque a Lipsia, in Germania, iniziò la carriera come operatore nell'ambito dell'Aktion T4 presso il Centro di sterminio di Brandeburgo e presso il Centro di sterminio di Bernburg con il grado di sergente delle SA. 
Allo scoppio della seconda guerra mondiale fu trasferito nel campo di sterminio di Treblinka, all'inizio dell'operazione Reinhard del 1942, insieme ad altri specialisti della gasazione. Divenne vice comandante di Treblinka II sotto l'SS-Scharführer Heinrich Matthes, supervisionando le camere a gas e servendo nel comando di cremazione del Totenlager non appena la copertura dei crimini nazisti divenne fondamentale per la leadership nazista, in particolare per lo stesso Heinrich Himmler dopo la sua visita a Treblinka nel 1943.
Il campo di Treblinka fu costruito durante la fase più letale della Soluzione Finale, nota come Aktion Reinhard, e fu in funzione tra il 23 luglio 1942 e il 19 ottobre 1943. Durante questo periodo, vi furono assassinati più di 800.000 ebrei tra uomini, donne e bambini, altre stime superano il milione di vittime.
Karl Pötzinger fu trasferito temporaneamente da Treblinka al campo di sterminio di Sobibór prima di essere inviato in Italia. Morì il 22 dicembre 1944 per una ferita subita durante un raid aereo. È sepolto nel cimitero militare tedesco di Costermano vicino a Verona.